# Сейсмічний вібратор

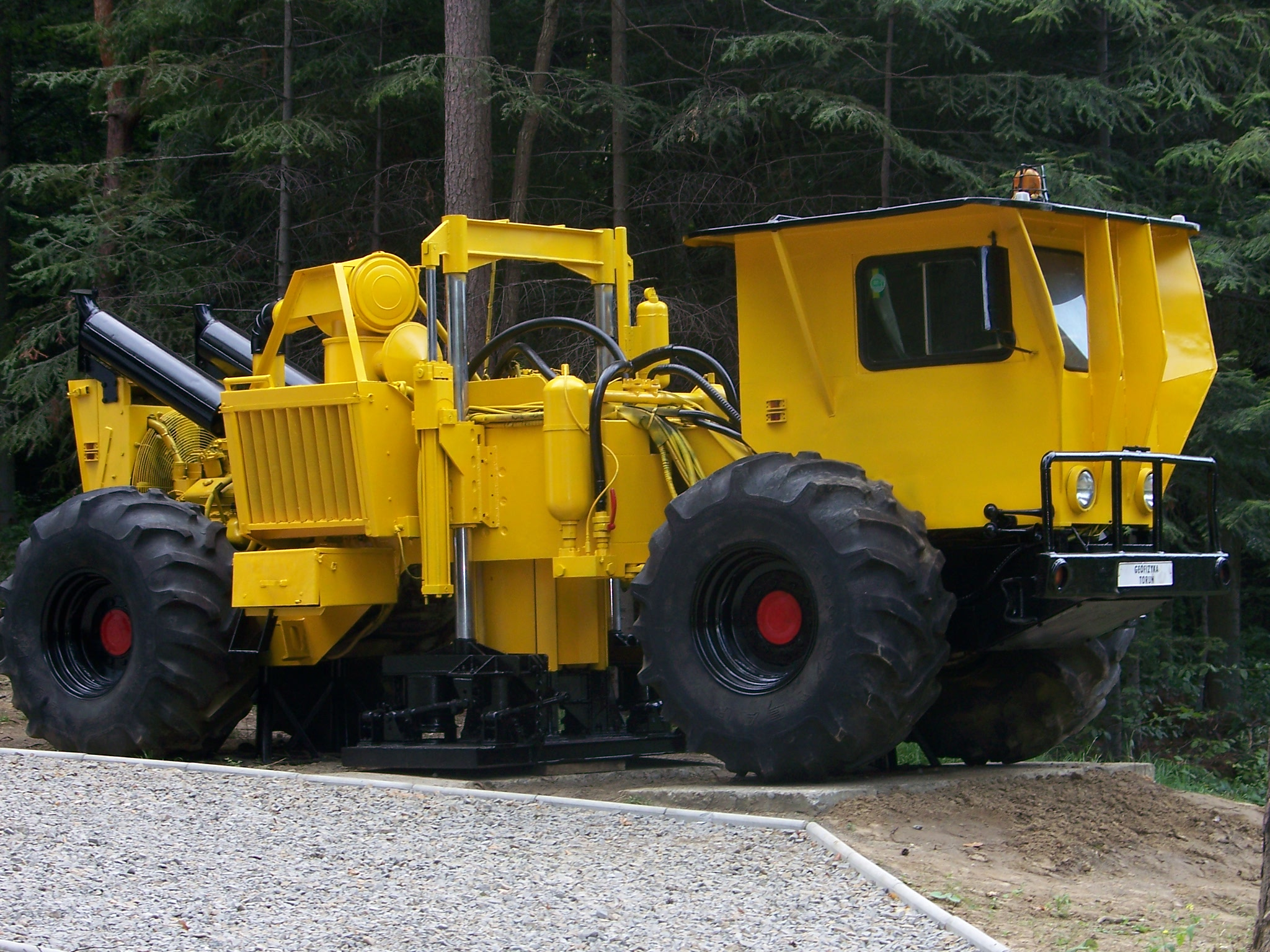
Сейсмічний вібратор

Сейсмі́чний вібра́тор — це пристрій, встановлений на вантажівці або багі, який здатний створювати низькочастотні коливання в землю. Це одне з ряду сейсмічних джерел, які використовуються у відбивній сейсмології. Техніка дослідження «Вібросейс» (виконувана за допомогою вібраторів) була розроблена Continental Oil Company (Conoco) у 1950-х роках і була торговою маркою, доки не закінчився патент компанії.
Нині сейсмічні вібратори використовуються для виконання приблизно половини всіх сейсмічних досліджень на землі.
Найбільша сейсмічна вібраційна вантажівка у світі, відома як «Nomad 90», важить 41,5 тонни та має силу 90 000 фунтів.